# 아마리 아키라
아마리 아키라(일본어: 甘利 明, 1949년 8월 27일 ~)는 일본의 정치인으로, 자유민주당 소속 중의원 의원(13선)이다. 지역구는 가나가와현 제13구이다. 2006년부터 2008년까지 일본의 경제산업대신이었던 그는 아소 다로 내각에서 규제개혁을 담당한 내각부 특명담당대신을 지내기도 하였다. 

## 개인 생활
가나가와현 아쓰기시의 토박이로 가나가와 현립 아쓰기 고등학교를 다녔다.  1972년 정치학에서 학위와 함께 게이오기주쿠 대학을 졸업하였다.  소니그룹에서 일하면서 2년의 세월을 보낸 후 그는 당시 중의원에서 가가와현 제3구를 대표한 자신의 부친 아마리 다다시를 위하여 비서로 일하는 데 기업을 떠났다.

## 경력
아마리는 한일의원연맹과 일중우호의원연맹의 의원이다.
2006년부터 2008년까지 그는 아베 신조와 후쿠다 야스오 정권 아래 경제산업대신이었다.  
2008년 9월 24일 아마리는 아소 다로의 내각에서 규제 개혁 담당의 내각부 특명담당대신 (규제 개혁 담당)으로 임명되었다.
2012년 12월 6일 제2차 아베 신조 내각에서 아마리는 새롭게 창조된 내각 수준의 직위 경제 재정 정책 담당의 내각부 특명담당대신으로 임명되었다.  아베 정부 안에서 아마리의 책임들은 또한 세금과 사회 안정 개혁을 포함하였다.  아베와 내각의 가장 많은 일원들처럼 그는 공개적으로 수정주의 조직 일본회의에 가담하고 있다.
2016년 아마리는 뇌물 수수 혐의 속에서 자신의 내각 직위로부터 사임을 하였고 이시하라 노부테루에 의하여 승계되었다. 
2021년 9월 후순에 새롭게 선출된 기시다 후미오는 자유민주당 간사장으로서 니카이 도시히로를 승계하는 데 아마리를 임명하였다.

## 같이 보기
- 한일의원연맹
- 일중우호의원연맹